# Latvijas kauss 1996
La Latvijas kauss 1996 fu la 55ª edizione del torneo. Fu vinta dal RAF Jelgava per la seconda volta nella sua storia.

## Formula
Il torneo prevedeva sette turni eliminazione diretta,tutti con gare di sola andata; le squadre del più alto livello della piramide calcistica lettone entravano in gioco nei turni successivi. 

## Partite

### Primo turno
| Squadra 1         | Risultato       | Squadra 2 |
| ----------------- | --------------- | --------- |
| Baumana FK        | 1 - 1 (3-4 dtr) | Dardedze  |
| ASK Flaminko Riga | 2 - 0           | Kolons    |

### Secondo turno
| Squadra 1          | Risultato       | Squadra 2             |
| ------------------ | --------------- | --------------------- |
| Vecriga Rīga       | 3 - 1           | Lokomotīve Daugavpils |
| Latgols Ludzas     | 0 - ?           | LU/Daugava Riga       |
| Jaunība Daugavpils | 0 - ?           | Valka                 |
| Jēkabpils-Vide     | 0 - 1           | Jūrnieks              |
| Venta              | 2 - 1           | Vairogs Rēzekne       |
| Smiltene           | 1 - 4           | Ofriss Juniors        |
| Valmiera           | 1 - 2 (dts)     | Skonto/Metāls Rīga    |
| Tukums 2000        | 0 - ?           | Starts                |
| Gauja Valmiera     | 1 - 3           | AVV Rīga              |
| Nafta Ventspils    | 7 - 1           | Cerība Preiļi         |
| Dardedze           | 2 - 2 (4-5 dtr) | Lignums               |
| ASK Flaminko Riga  | 5 - 0           | Balvi                 |

### Ottavi di finale
| Squadra 1          | Risultato       | Squadra 2       |
| ------------------ | --------------- | --------------- |
| Vecriga Rīga       | 1 - 1 (5-6 dtr) | LU/Daugava Riga |
| Valka              | 0 - 14          | Skonto          |
| Jūrnieks           | 1 - 1 (4-3 dtr) | Venta           |
| Ofriss Juniors     | 1 - 7           | Liepāja         |
| Skonto/Metāls Rīga | 0 - 1           | Starts          |
| Lignums            | 0 - 4           | Dinaburg        |
| AVV-LSPA Rīga      | 0 - 1           | Nafta Ventspils |
| ASK Flaminko Riga  | 0 - 4           | RAF Jelgava     |

### Quarti di finale
| Squadra 1       | Risultato      | Squadra 2   |
| --------------- | -------------- | ----------- |
| LU/Daugava Riga | 0 - 2          | Skonto      |
| Jūrnieks        | 4 - 2 (d.t.s.) | Liepāja     |
| Starts          | 1 - 6          | Dinaburg    |
| Nafta Ventspils | 1 - 3          | RAF Jelgava |

### Semifinali
| Squadra 1   | Risultato       | Squadra 2 |
| ----------- | --------------- | --------- |
| Skonto      | 8 - 0           | Jūrnieks  |
| RAF Jelgava | 0 - 0 (4-3 dcr) | Dinaburg  |

### Finale
| Arbitro: | Directorenko |

|                       |           |                              |
| Zemlinskis 57’ (rig.) | Marcatori | 54’ Koroktevich 115’ Draguns |